# Phyllodium kurzianum
Phyllodium kurzianum är en ärtväxtart som först beskrevs av Carl Ernst Otto Kuntze, och fick sitt nu gällande namn av Hiroyoshi Ohashi. Phyllodium kurzianum ingår i släktet Phyllodium och familjen ärtväxter. Inga underarter finns listade i Catalogue of Life.